# 三圣庵
三圣庵是北京市西城区黑窑厂胡同14号、16号的一座汉传佛教寺院。

## 历史
三圣庵为清朝建筑，光绪年间《顺天府志》中有记录。2001年，三圣庵被列为北京市文物保护单位。

## 建筑
三圣庵建筑坐东朝西，现存建筑群的中轴线在偏北侧。共有三进院落。该庵的规格并不高，却大量使用琉璃瓦，且建筑手法十分驳杂，整体建筑保存较好。
- 山门：三间，正间是雕花石券门。山门为硬山顶，绿琉璃瓦顶黄博风。
- 角门：山门两侧各有一间角门，均为硬山顶，黄琉璃瓦绿剪边。
- 大殿：三间，七檩前出廊，大式硬山筒瓦顶。
  - 南杂殿：位于大殿南侧，三间
  - 北杂殿：位于大殿北侧，二间
- 主殿：三间楼房，七檩前出廊硬山顶，
  - 杂殿：主殿有东西杂殿各二间，均为七檩前出廊。
  - 配殿：主殿有东西配殿各三间，均为七檩前出廊。
- 后罩房：现存七间。
- 南院：原是停棺之房。现存南房十四间，东房二间，每二间设隔墙。[2][1]